# جيمس لوكاس
جيمس لوكاس (بالإنجليزية: James Lucas)‏ هو كاتب سيناريو ومنتج أفلام نيوزلندي، ولد في القرن العشرين في هاي ويكومب في المملكة المتحدة.

## وصلات خارجية
- جيمس لوكاس على موقع IMDb (الإنجليزية)
- جيمس لوكاس على موقع ألو سيني (الفرنسية)
- جيمس لوكاس على موقع قاعدة بيانات الفيلم (الإنجليزية)